# Parafia Niepokalanego Poczęcia Najświętszej Maryi Panny w Ostródzie
Parafia Niepokalanego Poczęcia NMP – parafia rzymskokatolicka w dekanacie Ostróda, w archidiecezji warmińskiej
Została utworzona 10 lutego 1860 roku.

## Duszpasterze
- ks. prał. Roman Wiśniowiecki, proboszcz
- ks. Marcin Brzostek, wikariusz
- ks. Zdzisław Muszyński, wikariusz

## Grupy parafialne
Wspólnota oazowa Ruchu Światło-Życie, Terezjańskie Apostolstwo Ufności (TAU), Droga Neokatechumenalna (Neokatechumenat).
Przewodniczący  Michał Brzostowski

## Obiekty sakralne
- kościół parafialny pw. Niepokalanego Poczęcia Najświętszej Maryi Panny w Ostródzie (25 VIII 1853 – wmurowanie kamienia węgielnego, 1875–1901 – budowa, 1913 – budowa wieży, 1 VI 1923 – konsekracja kościoła – bp Augustyn Bludau, 1955–1959 – odnowienie)
- kaplica w Szpitalu Miejskim w Ostródzie (czynna od 1946)